# Бій за Мервільську батарею
Бій за Мервільську батарею (англ. Battle of Merville Gun Battery) — серія штурмів британських військ, що відбувалися 6-7 червня 1944 року в рамках операції «Тонга» під час висадки союзників у Нормандії під час Другої світової війни. Розвідка союзників вважала, що артилерійська батарея у Мервіллі складалася з гармат калібру 150 мм великого калібру, що становили загрозу висадці британського десанту на плацдарм «Сорд». Виходячи з цього, нейтралізація батареї була однієї з першочергових цілей повітряного десанту, що висаджувався на французьке узбережжя напередодні вторгнення морського десанту.

## Історія
Бомбардування Королівських ПС, остання з яких відбулося 19 травня 1944 року, не завдали Мервільській батареї скільки-небудь значних пошкоджень. Маючи в діаметрі до 400 м, ця фортеця була оточена багатошаровими загородженнями з колючого дроту та мінних полів, що блокували всі підходи до позицій. Батарея мала 30 бетонних бункерів, захищених з боку моря 2-ма опорними пунктами. На позиціях також були влаштовані спостережний пост, батарея зенітних гармат, 4 каземати для гармат калібром до 150-мм, 2 блокгаузи для розміщення особового складу та інші споруди. Для десантників це був дуже «міцний горішок». Для британського командування стало очевидним, що нейтралізувати гармати, заховані в залізобетонних казематах, можна лише прямими влученнями боєприпасів найбільшого калібру. Однак забезпечити необхідну влучність ударами з повітря або вогнем корабельної артилерії було надзвичайно важко, враховуючи невеликі розміри цілей, ретельне їх маскування противником і розташування батареї далеко від морського узбережжя.
Тому, при плануванні операції завдання на знищення ворожої батареї було визначено 9-му парашутно-десантному батальйону 3-ї парашутної бригади 6-ї повітрянодесантної дивізії. Однак, коли перед світанком 6 червня парашутний десант висадився над Нормандією, батальйон був розпорошений на великій території, тож замість понад 600 чоловік із важким озброєнням та технікою, як планувалося, лише 150 бійців прибули до місця збору батальйону. Підполковник Теренс Отвей встановив, що має у своєму розпорядженні лише 1 кулемет та обмежену кількість вибухових пристроїв для виведення з ладу гармат та обладнання вогневих позицій, а також бангалорських торпед для пророблення проходів у дротових загородженнях.
Незважаючи на це, британські десантники продовжили свою атаку на фортифікаційно обладнані позиції німецьких берегових сил, які захищали приблизно 130 інженерів і артилеристів. Батальйон підполковника Отвея, розбитий на 4 основні групи, малими силами розпочав атаку о 04:50, намагаючись з ходу прорватися через посилені оборонні рубежі батареї. Користуючись перевагами своїх позицій, німці відкрили шквальний вогонь та завдали великих втрат атакуючим. Так у групі, що атакувала каземат № 4, у живих лишилося тільки 4 десантники, що дійшли до цілі та змогли вести дійсний вогонь впритул та кидати ручні гранати. Аналогічно проходило захоплення інших об'єктів берегової батареї. На жаль, десантників чекало жорстоке розчарування, коли вони з'ясували, що замість довгоочікуваних сучасних 150-мм берегових гармат, які за даними розвідки знаходилися на батареї, британці знайшли лише трофейні 100-мм польові гаубиці M.14/19 чехословацького виробництва часів Першої світової війни. Ефективна дальність стрільби цих артилерійських систем становила лише 8400 м, і вони не становили собою серйозної загрози для кораблів сил вторгнення союзників. Усе ж таки парашутисти спромоглися вивести гаубиці з ладу, підриваючи їх імпровізованими вибуховими зарядами, а іноді і звичайними ручними гранатами, встромляючи їх у канал ствола.
Захопивши в полон велику кількість німецьких військовослужбовців, батальйон перейшов до оборони об'єкту. За наказом підполковник Отвей повинен був доповісти командуванню, що завдання виконано та батарею захоплено. В іншому випадку з початком вторгнення основних сил легкий крейсер «Аретьюза» мав задачу о 05:30 вогнем корабельної артилерії подавити Мервільську батарею.
Проте, утративши під час штурму радіостанцію, десант не зміг доповісти та був вимушений врешті-решт відступити, виводячи з собою з-під вогню поранених та військовополонених. Ціною неймовірних втрат (50 загиблих та 25 поранених, майже половина тих, хто штурмував) британські десантники виконали завдання. Після цього підполковник Отвей приступив до виконання наступної задачі — захоплення поселення Ле-Плен. Стрімкою атакою залишки батальйону розсіяли сили противника, що протистояли, але до виконання подальших завдань підрозділ був практично небоєздатний через великі втрати серед особового складу.
Коли британські десантники відступили, німці повернулися на позиції й змогли більш-менш відновити дві гармати. Інша атака наступного дня британських командос не змогла вивести з ладу гармати або відбити батарею, яка залишалася під німецьким контролем до 17 серпня, коли німецька армія почала відступати з цього району.